# Kniegelenkverschluss
Der Kniegelenkverschluss ist eine Bauart des Verschlusses von Schusswaffen. Er wurde bei Repetierpistolen, Repetiergewehren, Selbstladepistolen, Selbstladegewehren sowie Maschinenpistolen und Maschinengewehren angewendet.
Automatische Schusswaffen mit Kniegelenkverschluss sind Rückstoßlader, sie gehören zu den Selbstladewaffen mit kurz zurückgleitendem Lauf.

## Verwendung

### Repetierwaffen

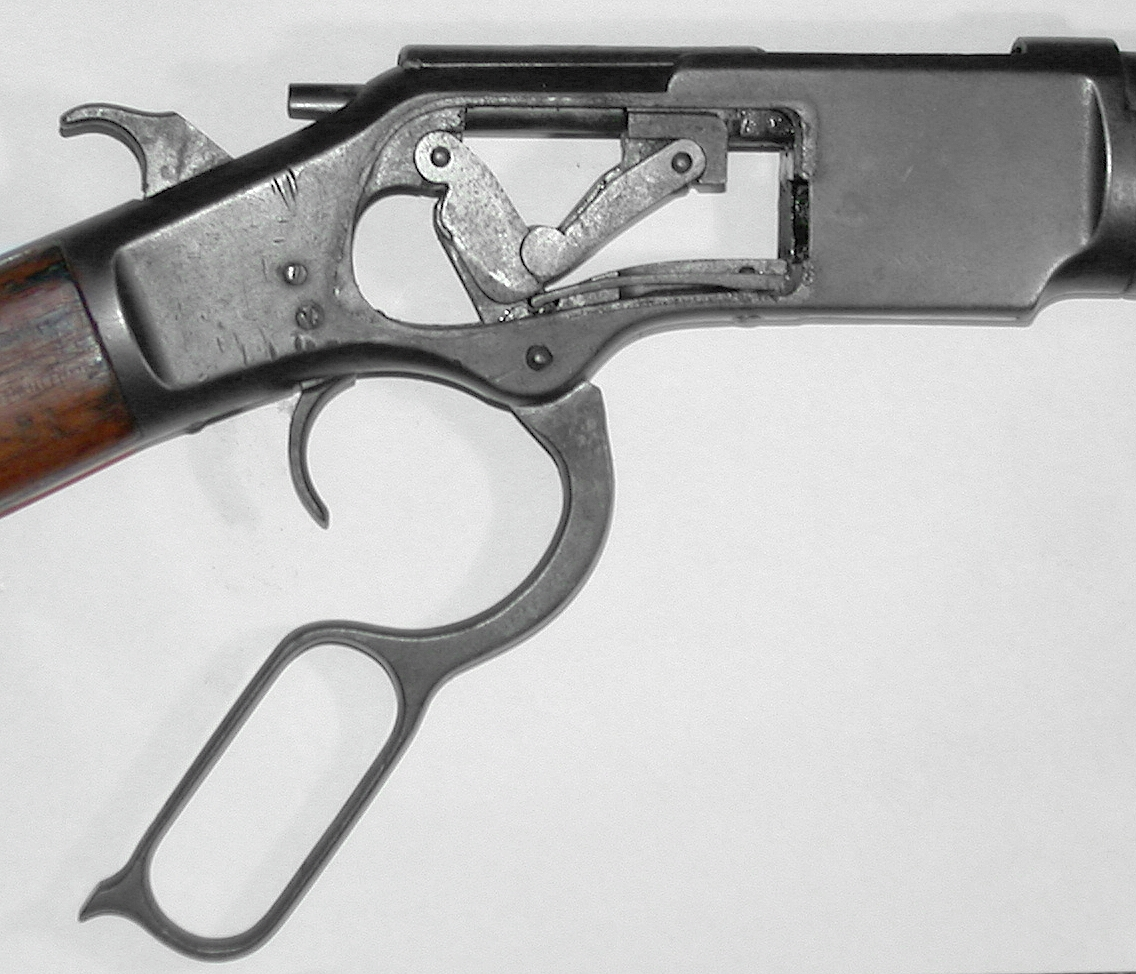
Kniegelenk-Verschluss bei Volcanic-Waffen, dem Henry und der Winchester Mod 66, 73 (Bild) und 76

Kniegelenkverschlüsse finden seit dem 19. Jahrhundert bei manuell zu repetierenden Waffen Verwendung. Die ersten Waffen mit Kniegelenkverschluss waren von Horace Smith, dem späteren Partner von Daniel Wesson (Smith & Wesson) um 1851 entwickelten Volcanic-Pistolen und -Gewehre, das Henry-Gewehr 1860 und die Winchester Modell 1866, 1873 und 1876 sowie das Colt-Burgess Gewehr.
Ein seitlich ausschwenkender Kniegelenkverschluss wurde vom Suhler Jagdwaffenwerk in der DDR für das Biathlongewehr Modell 628 entwickelt. Auch der sowjetisch-russische Hersteller Baikal nutzte für seine Modelle 7-2, 7-3 und 7-4 seitliche Kniegelenkverschlüsse. Ebenfalls in Suhl wurde 1979 das Modell 626 für Biathlon-Spitzensportler entwickelt, das sich am Kniegelenksystem nach Henry orientierte. Anstelle des schwenkbaren Abzugsbügels wurde dieses Gewehr aber über den beweglichen Pistolengriff am Schaft repetiert, wodurch die Hand während des Nachladens am Griff bleiben kann.

### Automatische Waffen

Schematische Darstellung des Kniegelenkverschlusses einer Pistole 08

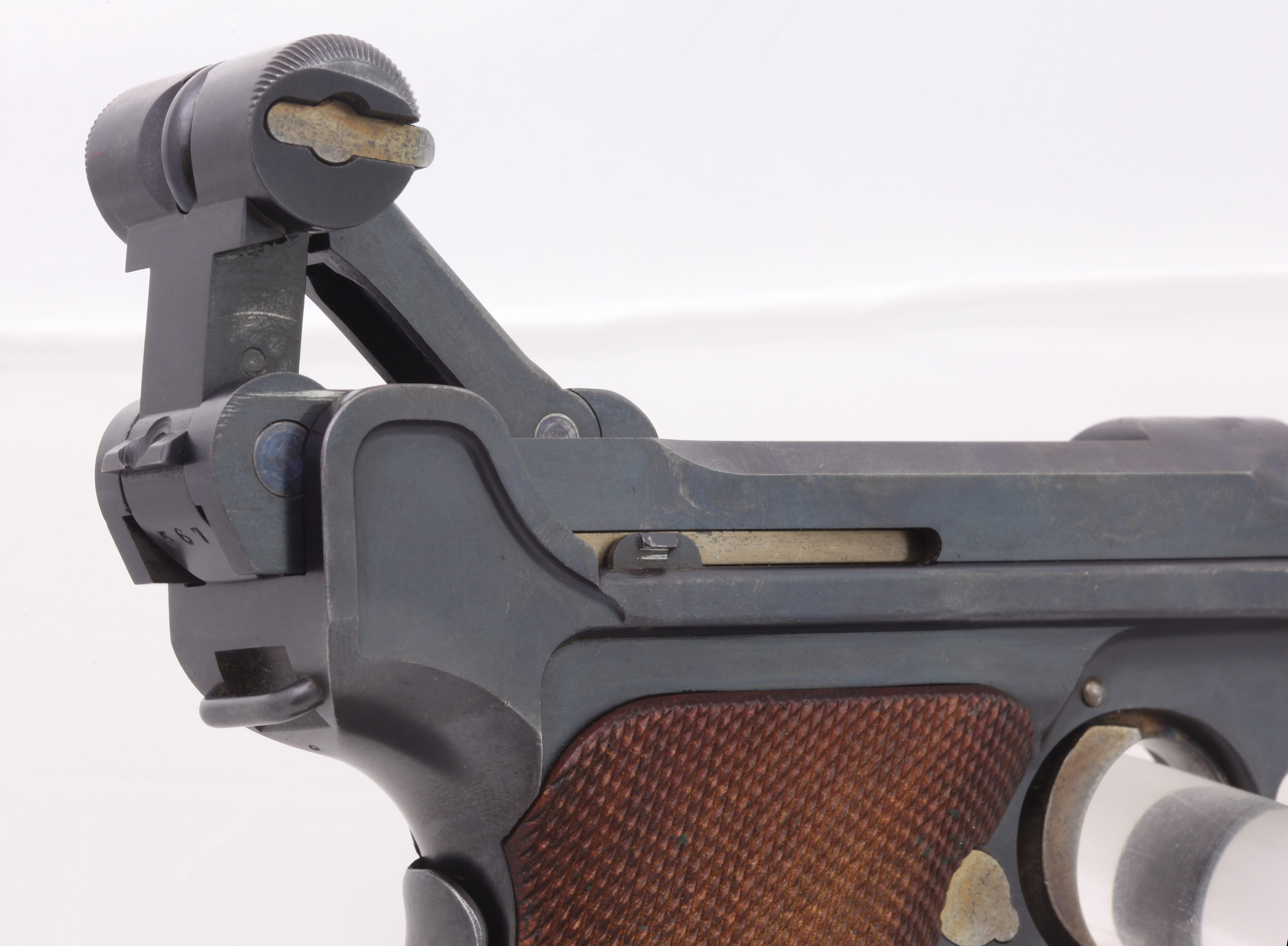
Aufgeknicktes Kniegelenk einer Parabellumpistole Modell 1900

Die erste automatische Waffe mit Kniegelenkverschluss war das von Hiram Maxim entwickelte Maxim-Maschinengewehr, dessen Funktionsprinzip 1885 patentiert wurde (Patent Nr. 14047). Der Kniegelenkverschluss wurde bei zahlreichen, von Maxims Konstruktion abgeleiteten Maschinengewehrmodellen verwendet und kam auch bei Selbstladepistolen wie der Borchardtpistole und der Pistole 08 zum Einsatz.

## Funktion

### System Maxim / Luger
Das Kniegelenk ist zunächst überstreckt, beim Maxim nach oben, bei der Borchardt- und der Parabellumpistole (siehe Abbildung) nach unten, der Verschluss ist verriegelt. Bei der Schussabgabe werden Lauf und Verschluss durch den Rückstoß nach hinten beschleunigt. Zum Öffnen muss das Kniegelenk (das mittlere) gegen die Überstreckung bewegt werden, damit der Verschluss zusammenklappen und sich so öffnen kann. Dies bewirkt eine am Verschlussgehäuse angebrachte Steuerkurve, die nach einer gewissen Rücklaufstrecke das Kniegelenk aus der Verriegelungslage drückt. Ohne die Steuerkurve würde der Verschluss in verriegelter Position bleiben. Die Strecke ist so bemessen, dass der Gasdruck und die dadurch erzeugte Rückstoßkraft weitgehend abgebaut sind. Der entriegelte Verschluss läuft aufgrund des Trägheitprinzipes weiter zurück. Dabei wird die leere Patronenhülse ausgeworfen. Anschließend werden Verschluss und Lauf durch Federn wieder nach vorn gedrückt. Während des Vorlaufes wird eine neue Patrone aus dem Magazin oder dem Zuführer in das Patronenlager geführt.

### Schwarzlose

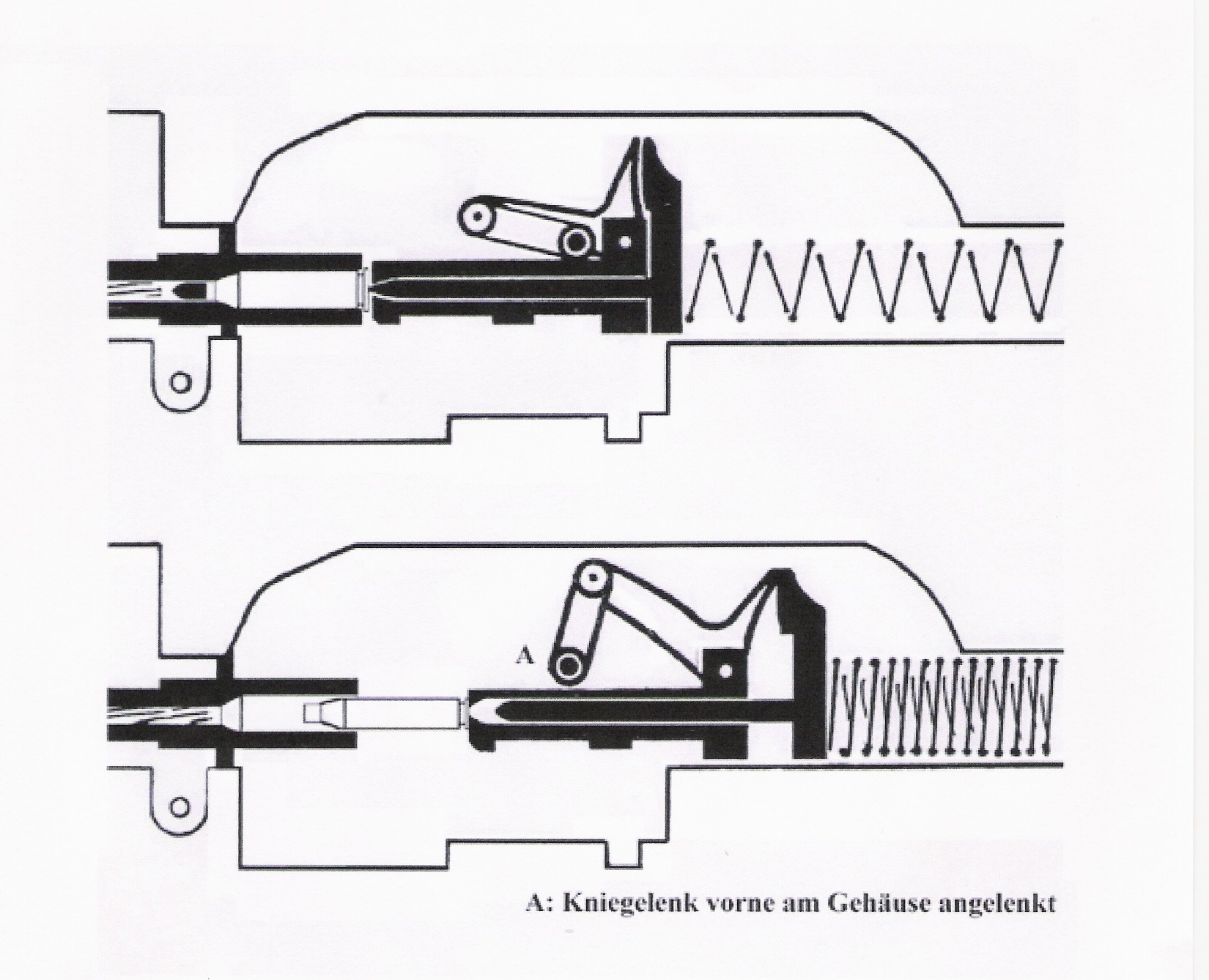
Funktion des verzögerten Masseverschlusses des MG Schwarzlose

Eine Variante des Kniegelenkverschlusses wird beim Schwarzlose-Maschinengewehr verwendet. 
Dieses MG hat einen feststehenden Lauf und einen verzögerten Masseverschluss. Beim Schuss wird der Rücklauf des Verschlusses durch ein nahezu geschlossenes Kniegelenk verzögert; dieses ist vorne am Gehäuse und hinten am Verschlusskopf angelenkt. Ein hinten am Kniegelenk angebrachter Hebel überträgt die Bewegung beschleunigt auf die hintere von der Schließfeder belastete Komponente des Verschlusses, welche zugleich den Zündstift trägt. Dies trägt einerseits zur Verzögerung bei, andererseits kann so auf eine separate Feder für die Zündung verzichtet werden.

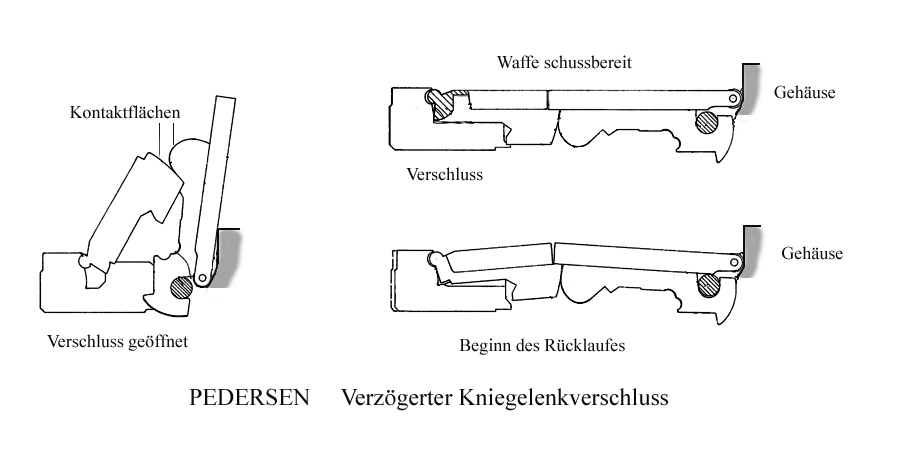
Pedersen Kniegelenkverschluss, Funktion

### Pedersen
Das amerikanische Pedersen-Selbstladegewehr hat wie das Schwarzlose-MG einen feststehenden Lauf und einen verzögerten Masseverschluss mit einem nicht vollständig gestreckten Kniegelenk. Die Auflageflächen zwischen Verschluss und den Schenkeln des Kniegelenkes sind so gerechnet, dass sie sich gegenseitig abrollen und dadurch das Öffnen des Verschlusses wesentlich verzögern. Das Gewehr nahm an den 1920 bis 1930 durchgeführten Tests der amerikanischen Armee teil, wurde jedoch nicht angenommen, da es eine schwache Patrone, die .276 Pedersen verschoss, die zudem zur Gewährleistung der Funktion gewachst oder gefettet werden musste. Als Sieger ging damals das M1 Garand, ein Gasdrucklader hervor.

### System Furrer

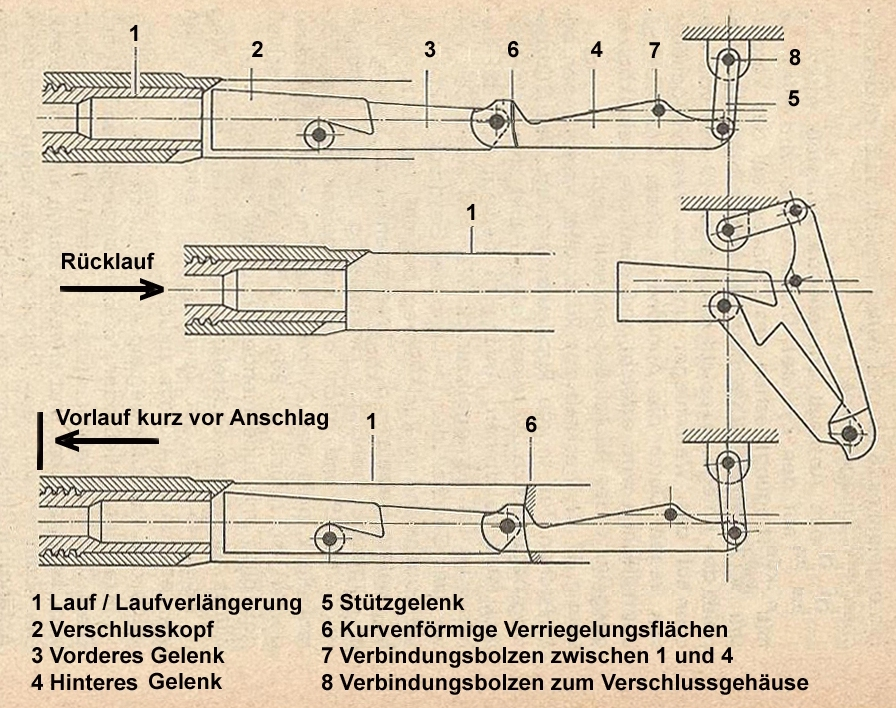
Funktion des Kniegelenkverschlusses System Furrer

Sämtliche in der Waffenfabrik Bern zwischen 1925 und 1945 hergestellten Seriefeuer- und Selbstlade-Langwaffen basierten auf dem vom damaligen Direktor der Waffenfabrik Bern, Oberst Adolf Furrer entwickelten Kniegelenkverschluss. Die erste auf diesem Prinzip basierende Waffe war das Lmg 25. Daraufhin wurden alle, von der 9 mm Maschinenpistole über die 24 mm Tankbüchse 41 bis zur 34 mm Fliegerabwehrkanone, nach dem gleichen Furrer-Verschlussprinzip gebaut. Der Kniegelenkverschluss System Furrer wird nicht durch eine Steuerkurve, sondern durch ein an der Verlängerung des Hintergelenks angebrachtes Stützgelenk geknickt. Das am hinteren Ausleger des Kniegelenks angelenkte Stützgelenk ist schwenkbar mit dem festen Teil der Waffe verbunden. Es steht ungefähr im rechten Winkel zum übrigen Verschluss, stützt die Verlängerung des hinteren Hebelarms ab und verhindert dadurch das Brechen des Kniegelenks. Der beim Abschuss entstehende Rückstoß auf den Verschlusskopf wird nicht durch Gelenkbolzen abgefangen, sondern durch Übertragungsflächen, die den Druck auf die Vorderseite des Hintergelenks übertragen. Dieses trägt dort Verriegelungselemente, präziser ausgedrückt kurvenförmige Verriegelungsflächen, die in an der Laufverlängerung passend eingefräste Gegenlager eingreifen. Durch den Rücklauf des beweglichen Teils der Waffe bricht das Stützgelenk das Kniegelenk, worauf das Hintergelenk ausschwenkt, die Verriegelung ist gelöst. Der durch das Stützgelenk weiter gesteuerte Rücklauf wird durch die Schließfeder umgekehrt, die Waffe lädt nach und ist wieder schussbereit.